# Стризнево (Старосельский сельсовет)
Стризнево — деревня в Вологодском районе Вологодской области. Административный центр Старосельского сельского поселения и Старосельского сельсовета.
По переписи 2002 года население — 632 человека (292 мужчины, 340 женщин). Преобладающая национальность — русские (95 %).

## Расположение
Расстояние до районного центра Вологды по автодороге — 41 км. Через деревню протекает река Тошня.
На противоположном берегу реки на  западе находится деревня Игнатово, деревни Зуево и Лягалово — на севере. Деревня Хреново примыкает с юга. 